# Palluau-sur-Indre
Palluau-sur-Indre è un comune francese di 799 abitanti situato nel dipartimento dell'Indre nella regione del Centro-Valle della Loira.

## Società

### Evoluzione demografica
Abitanti censiti